# Бобічешть (комуна)
Бобічешть, Бобічешті (рум. Bobicești) — комуна у повіті Олт в Румунії. До складу комуни входять такі села (дані про населення за 2002 рік):
- Бекет (431 особа)
- Белгун (331 особа)
- Бобічешть (939 осіб)
- Говора (98 осіб)
- Коменешть (181 особа)
- Кінтешть (171 особа)
- Леотешть (662 особи)
- Міріла (672 особи)

Комуна розташована на відстані 155 км на захід від Бухареста, 18 км на захід від Слатіни, 27 км на схід від Крайови.

## Населення
За даними перепису населення 2002 року у комуні проживали 3485 осіб.
Національний склад населення комуни:
| Національність | Кількість осіб | Відсоток |
| -------------- | -------------- | -------- |
| румуни         | 3477           | 99,8%    |
| цигани         | 8              | 0,2%     |

Рідною мовою назвали:
| Мова      | Кількість осіб | Відсоток |
| --------- | -------------- | -------- |
| румунська | 3477           | 99,8%    |
| циганська | 8              | 0,2%     |

Склад населення комуни за віросповіданням:
| Релігія       | Кількість осіб | Відсоток |
| ------------- | -------------- | -------- |
| православні   | 3450           | 99,0%    |
| адвентисти    | 21             | 0,6%     |
| п'ятдесятники | 13             | 0,4%     |
| римо-католики | 1              | < 0,1%   |